# Anopsobius actius
Anopsobius actius är en mångfotingart som beskrevs av Chamberlin 1962. Anopsobius actius ingår i släktet Anopsobius och familjen fåögonkrypare. Inga underarter finns listade i Catalogue of Life.